# Meteorología forense
La meteorología forense es el proceso de reconstrucción de los eventos climáticos de un lugar específico. Se realiza mediante la adquisición de reportes e imágenes de radar y satelitales del clima local así como por testimonios. La meteorología forense es usada a menudo en casos judiciales por compañías de seguros o en investigaciones de crímenes.
Los informes se solicitan cuando las condiciones climáticas pueden haber desencadenado o contribuido a causar daños, como en situaciones como desprendimientos de rocas y deslizamientos tras fuertes lluvias, hielo, viento e inundaciones, así como en casos de accidentes de aviación y navegación, entre otros.
Cuando se produce un accidente poco común, un meteorólogo forense evalúa la influencia que las condiciones meteorológicas tuvieron en el evento. En ocasiones, los meteorólogos pueden ser requeridos para testificar en un tribunal, desempeñando el rol de expertos en la materia.
Se han realizado investigaciones que indican que cuando las temperaturas suben, aumenta también la actividad delictiva. En algunas ciudades, se ha observado que la tasa de crímenes es notablemente mayor durante periodos de temperaturas por encima de lo usual. El clima más hostil tiende a generar un incremento en los enfrentamientos entre individuos. En países en desarrollo, existe una tendencia a experimentar conflictos y guerras cuando la agricultura se ve perjudicada por condiciones de sequía y altas temperaturas.

## Historia

### Término
El término «meteorología forense» fue acuñado por el meteorólogo y consultor Conrad B. Gosset, quien se dedicaba a resolver disputas legales y frecuentemente brindaba testimonios en casos judiciales. Gosset introdujo este término en la década de 1960 mientras participaba activamente en casos legales relacionados con la meteorología. Además, pronunció un discurso en la conferencia anual de la Sociedad Meteorológica Estadounidense, que tuvo lugar en Nueva Orleans los días 5 y 6 de noviembre de 1976. La primera vez que se utilizó el término en The New York Times fue en un artículo publicado en referencia al trabajo de Gosset en 1982.

### Caso del lago Roopkund
En uno de los casos de meteorología forense más complicados, a raíz del descubrimiento de esqueletos humanos en el lago Roopkund en 1942, se determinó que los restos se remontaban al año 850 d. C. y que los cráneos presentaban unas grietas profundas. En 2004, una expedición determinó que una granizada, inusualmente potente, fue, posiblemente, la causa de todas aquellos fallecimientos. Registros históricos también indicaron que otra granizada mortal se produjo el 30 de abril de 1888 en los distritos del norte de la India, y causó la muerte de 230 personas. Más recientemente, alrededor del 31 de enero de 2013, una fuerte tormenta de piedra de 20 minutos de duración golpeó repentinamente varios pueblos del estado de Andhra Pradesh, en el sur de la India y mató a 9 personas.